# اقتصاد کاربردی

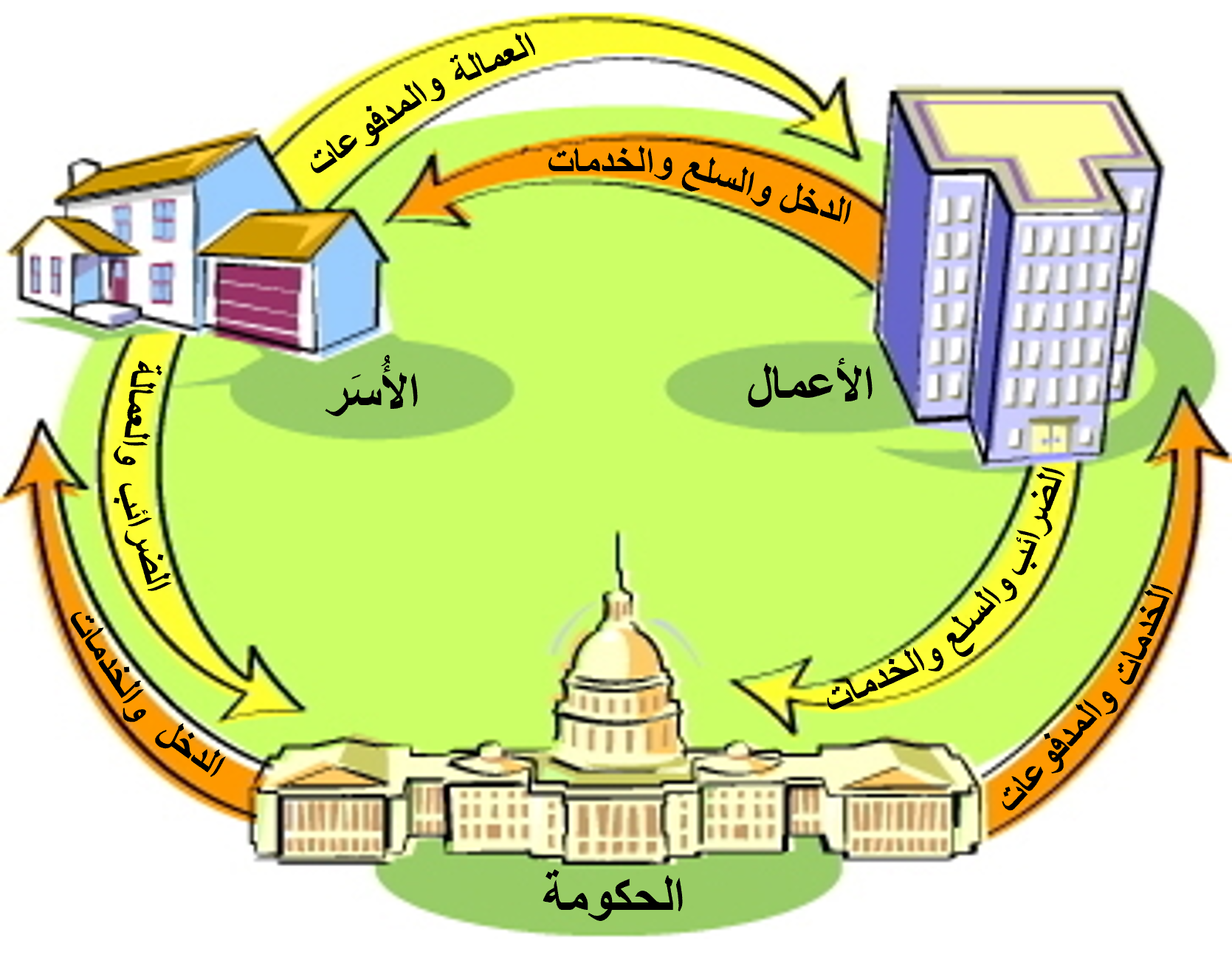
.......

اقتصاد کاربردی (انگلیسی: Applied economics) به کاربرد نظریه‌های اقتصادی و اقتصادسنجی در حوزه‌های عملی، اطلاق می‌شود. اقتصاد کاربردی با بهره‌گیری از تئوری‌های اقتصادی و اقتصادسنجی، در حل طیف وسیعی از مسائل عملی همچون جمعیت‌شناسی اقتصادی، اقتصاد کار، اقتصاد کسب و کار، اقتصاد کشاورزی و سازمان‌های صنعتی، اقتصاد توسعه، اقتصاد آموزش، اقتصاد سلامت، اقتصاد پولی و اقتصاد بخش عمومی، کمک می‌نماید.
اقتصاد کاربردی رشته تحصیلی است که به کاربرد نظریه‌های اقتصادی در سناریوهای دنیای واقعی می‌پردازد. در نسخه کاربردی اقتصاد، از نتایج حاصل از تحلیل نظری استفاده می‌شود تا درک اصطلاحات و شرایط پیچیده اقتصادی را برای افراد  آسان کند.